# فلاي 540
فلاي 540 هي شركة طيران منخفضة التكلفة، وتتخذ من مطار جومو كينياتا في العاصمة نيروبي مركزاً لعملياتها.